# Vlastimil Gabrhel
Vlastimil Gabrhel (* 26. dubna 1978 Uherské Hradiště) je český politik, v letech 2014 až 2017 poslanec Poslanecké sněmovny PČR, v letech 2012 až 2016 zastupitel Jihomoravského kraje, od září 2011 do ledna 2018 starosta Znojma.

## Životopis
Narodil se v Uherském Hradišti, vystudoval střední lesnickou školu a pak krajinné inženýrství na Mendelově univerzitě v Brně. V roce 2001 se kvůli podnikání přestěhoval do Znojma a o rok později vstoupil do místní organizace ČSSD.
Ve volbách do zastupitelstev obcí v roce 2006 neúspěšně kandidoval z devátého místa kandidátní listiny ČSSD do zastupitelstva Znojma. Ve volbách do zastupitelstev obcí 2010 se již z pátého místa kandidátky ČSSD do znojemského zastupitelstva probojoval. ČSSD po volbách uzavřela koalici s KDU-ČSL a Sdružením nestraníků s podporou KSČM a Gabrhel se stal radním. Po rezignaci svého stranického kolegy Zbyška Kaššaie na post starosty v srpnu 2011 byl 7. září Gabrhel zvolen novým starostou Znojma. Za své priority označil úsporná opatření, transparentní hospodaření a privatizaci městských bytů. Opoziční ODS jeho volbu kritizovala s tím, že je příliš mladý a v komunální politice působí pouze rok.
V krajských volbách 2012 byl za ČSSD zvolen do zastupitelstva Jihomoravského kraje. K srpnu 2013 je uváděn jako místopředseda Krajského výkonného výboru ČSSD v Jihomoravském kraji. Ve volbách v roce 2016 už post krajského zastupitele neobhajoval.
Ve volbách do Poslanecké sněmovny v roce 2013 kandidoval ze sedmého místa kandidátky ČSSD. Strana v kraji získala pouze šest mandátů a Gabrhel tak získal pouze post prvního náhradníka. Poslancem se tak stal až dne 30. dubna 2014, když na mandát rezignoval Michal Hašek kvůli souběhu funkcí hejtmana a poslance. Stal se členem Hospodářského a Zemědělského výboru.
V komunálních volbách 2014 vedl kandidátní listinu ČSSD do zastupitelstva Znojma a byl znovu zvolen zastupitelem města, když získal zároveň nejvíce preferenčních hlasů. Strana ve městě volby vyhrála, když získala více než 31 % hlasů a 11 mandátů z 31. ČSSD pak uzavřela koalici s hnutím ANO 2011 za podpory jednoho zastupitele zvoleného za KSČM a Gabrhel byl 10. listopadu znovu zvolen starostou. Na funkci starosty rezignoval 29. ledna 2018. Ve volbách v roce 2018 již nekandidoval.
Ve volbách do Poslanecké sněmovny PČR v roce 2017 obhajoval svůj poslanecký mandát za ČSSD v Jihomoravském kraji, ale neuspěl.